# Антоний (Амфитеатров)
Архиепископ Антоний (в миру Яков Гаврилович Амфитеатров; 15 (27) октября 1815 года, Миасский завод, Оренбургская губерния — 8 (20) ноября 1879 года, Казань) — епископ Русской православной церкви, архиепископ Казанский и Свияжский, почётный член Петербургской академии наук.
Племянник митрополита Киевского и Галицкого Филарета (Амфитеатрова).

## Биография
Родился 15 (27) октября 1815 года в городе Миасс на Урале в семье священника Гавриила Георгиевича Амфитеатрова — брата инспектора Московской духовной академии и будущего митрополита Киевского и Галицкого Филарета (Амфитеатрова).
Первоначальное образование получил в Калужском духовном училище и семинарии (1832), где в то время святительствовал его дядя, митрополит Киевский и Галицкий Филарет (Амфитеатров).
В 1835 году поступил в Киевскую духовную академию.
В 1839 году окончил академию со степенью магистра и определён бакалавром Киевской духовной академии.
12 сентября 1840 года пострижен в монашество; 14 сентября рукоположён во иеродиакона, а 15 сентября — во иеромонаха.
16 декабря 1840 года назначен ректором Киево-Софийского духовного училища.
С 19 июля 1841 года — инспектор и профессор Киевской духовной семинарии. С 12 марта 1845 года — ректор той же семинарии.
16 апреля 1845 возведён в сан архимандрита.
11 февраля 1848 года назначен настоятелем Киево-Николаевского монастыря.
22 декабря 1848 года удостоился степени доктора богословия.
В 1848—1849 годах вызывался в Санкт-Петербург на чреду священнослужения и проповедования слова Божия и состоял членом Санкт-Петербургской духовной консистории.
С 10 января 1851 года — ректор Киевской духовной академии и настоятель Киево-Братского Богоявленского монастыря.
30 марта 1858 года хиротонисан во епископа Чигиринского, викария Киевской епархии.
Как человек он отличался характером ровным, мягким, приветливым. Как администратор — обладал способностью быстро ориентироваться в главных нуждах управляемых им епархий.
31 октября 1859 года переведён на Смоленскую кафедру.
В Смоленске он тотчас по прибытии обратил особенное внимание на крайне бедственное материальное положение учителей духовно-учебных заведений и изыскал средства к улучшению их содержания, что послужило примером для многих других епархий и за что ему объявлена была Высочайшая благодарность.
С 9 ноября 1866 года — епископ Казанский и Свияжский.
16 апреля 1867 года возведён в сан архиепископа.
В Казани преосвященный Антоний много заботился о казанских учебных заведениях. Он обратил особое внимание на миссионерскую деятельность среди местного населения и старообрядцев и основал в епархии несколько миссионерских мужских и женских монастырей. Он привлекал нужных и способных людей для развития и улучшения преподавания в казанской центральной школе для крещёных в православие татар. С целью просвещения инородцев владыкой Антонием было учреждено Братство святителя Гурия, архиепископа Казанского.
Преосвященный Антоний основал епархиальный печатный орган «Известия по Казанской епархии» для оживления деятельности духовенства и выяснения обстоятельств, нужд, задач и потребностей его.
Архиепископ Антоний был постоянным посетителем и щедрым благотворителем местных богаделен, больниц, тюрем, столовых и других общественных учреждений.
С 29 декабря 1876 года — почётный член Петербургской академии наук.
Преосвященный Антоний всем сердцем любил Киево-Печерскую лавру, знал поименно всех её угодников и жития их, благоговейно чтил дни их памяти. Он любил сам совершать поминовение усопших. Вообще отличался беспримерным усердием к богослужению.
Архиепископ Антоний с почтительным благоговением относился к иконам. Особенно он почитал Богоматерь. У себя имел келейную икону «Нерукотворного Образа», подаренную митрополитом Филаретом, который открыл ему, что на сей иконе он не раз сподоблялся видения блистания какого-то неземного света, разливавшегося на пречистом лике Господа.
Будучи ревностным блюстителем иноческого устава и монастырского благочиния, преосвященный Антоний имел особое попечение о монастырях. Обозревая монастыри, он не оставлял без внимания братские кельи, посещал и трапезную, просфорные и другие помещения.
Преосвященный Антоний вёл строгий, аскетический образ жизни, отличался твердостию духа, силой веры и глубоким убеждением в христианской истине, живой любовью к которой была наполнена его жизнь. Казанская паства признавала его за человека святой жизни.
При всех прочих замечательных чертах он был человеком честности неподкупной, любил трудиться и старался всё, что требовалось для домашнего обихода, сделать своими руками.
Преосвященный Антоний был одним из выдающихся русских архипастырей как по своим личным качествам и административной деятельности, так и по литературным трудам.
Скончался 8 (20) ноября 1879 года. Погребён в Казанском кафедральном соборе, в Рождественском приделе. Это место погребения было им избрано ещё при жизни.